# Cop d'estat a Zimbàbue de 2017
En la nit del 14 de novembre de 2017, elements de l'Exèrcit Nacional de Zimbàbue es van reunir al voltant d'Harare, la capital de Zimbàbue, i van prendre el control de la Zimbabue Broadcasting Corporation i altres àrees de la ciutat. L'endemà van realitzar un comunicat declarant que no era un cop d'estat i que el president Robert Mugabe estava segur, però que la situació només tornaria a la normalitat després de fer front als «criminals» de l'entorn de Mugabe, responsables dels problemes socioeconòmics del país.
El cop va tenir lloc enmig de tensions dins del partit governant ZANU–PF, entre el vicepresident Emmerson Mnangagwa, qui estava recolzat per l'exèrcit, i la primera dama Grace Mugabe, recolzada per G40, la facció més jove. Una setmana després que Mnangagwa fos acomiadat i obligat a fugir del país i un dia abans que les tropes marxessin cap a Harare, el cap de l'exèrcit Constantino Chiwenga va publicar una declaració que havien de cessar les purgues de funcionaris del ZANU-PF com Mnangagwa.